# Heinrich von Kittlitz
Heinrich von Kittlitz (16. února 1799, Vratislav – 10. dubna 1874, Mohuč) byl německý ornitolog, přírodovědec, cestovatel a kreslíř.

## Život
Heinrich von Kittlitz se narodil 16. února 1799 ve Vratislavi. Jeho rodiči byli pruský podplukovník a pán na panství Rząsiny Friedrich von Kittlitz (1769–1825) a jeho manželka Henriette von Diebitschová (1771–1835). Prarodiči z matčiny strany byli ruský generálmajor Ehrenfried von Diebitsch (1738–1822) a jeho manželka Henriette Charlotte von Nagyová. Jeho strýcem byl ruský polní maršál Hans Karl von Diebitsch-Sabalkanski
Kittlitz se zúčastnil německé války za svobodu a roku 1815 se přestěhoval do Paříže. Sloužil v armádě a jako člen posádky v Mohuči. Byl nadšeným ornitologem. Roku 1825 se zřekl svého postu kapitána a pomocí své matky se pokusil účastnit ruské expedice.
Během let 1826 až 1829 doprovázel Friedricha Benjamina von Lütkeho. V roce 1828 se od expedice dočasně oddělil, aby mohl sám prozkoumat Kamčatku.
Během výzkumné plavby objevil dva druhy ptáků na mikronéském ostrově Kosrae, které popsal a zdokumentoval. Jednalo se o špačka krkavčího (Aplonis corvina) a chřástala mikronéského (Zapornia monasa). Oba druhy brzy vyhynuly, pravděpodobně následkem zavlečení nových, nepůvodních predátorů. Kittlitz byl jediným západním ornitologem, jenž tyto ptáky pozoroval a popsal ve volné přírodě. Z cesty přivezl pro Ruskou akademii věd 754 kožek patřících 314 druhům ptáků.
Ornitologické výsledky, stejně tak jako další zoologická či botanická pozorování a informace o geografii Aljašky, Kamčatky, Aleutských ostrovů a Karolín, shrnul ve své vzpomínkové knize Bericht Denkwürdigkeiten einer Reise nach dem russischen Amerika, nach Mikronesien und durch Kamtschatka z roku 1858.
Se svým přítelem, německým přírodovědcem Eduardem Rüppellem, Kittlitz roku 1831 odcestoval do severní Afriky, ale kvůli nemoci výpravu nedokončil. Na zpáteční cestě objevil kulíka afrického (Charadrius pecuarius).
Roku 1844 se oženil s Julie Schulzovou (1812–1865), s níž měl tři děti. Od roku 1849 žil v Mohuči, kde zemřel v roce 1874.

## Dílo
- Über einige Vögel von Chili
- Kupfertafeln zur Naturgeschichte der Vögel
- 24 Vegetationsansichten von den Küstenländern und Inseln des Stillen Ozeans
- Vegetationsansichten aus den westlichen Sudeten
- Naturszenen aus Kamtschatka
- Bilder vom Stillen Ozean
- Viola König (Hrsg.): Friedrich Heinrich von Kittlitz: „Denkwürdigkeiten einer Reise nach dem russischen Amerika, nach Mikronesien und durch Kamtschatka“
- Psychologische Grundlage für eine neue Philosophie der Kunst
- Schlußfolgerungen von der Seele des Menschen auf die Weltseele
- Ornithologisches Tagebuch. Handschrift mit Aquarellmalereien.